# Vahid Halilhodžić
Vahid Halilhodžić, né le 15 mai 1952 à Jablanica en Yougoslavie (aujourd'hui en Bosnie-Herzégovine), est un footballeur international yougoslave reconverti en entraîneur. Depuis 1995, il possède la nationalité française.
Formé au FK Velež Mostar, l'attaquant remporte avec ce club la Coupe de Yougoslavie en 1981. Il est transféré au FC Nantes, avec lequel il est sacré champion de France en 1983. Il est le meilleur buteur du championnat lors de cette saison ainsi qu'en 1985. Il termine sa carrière de joueur au Paris SG lors de la saison 1987.
Champion d'Europe en 1978 avec l'équipe espoirs, il est appelé à quinze reprises et inscrit huit buts pour le compte de l'équipe nationale yougoslave, avec laquelle il dispute le championnat d'Europe 1976 et la Coupe du monde 1982.
Devenu entraîneur, il dirige tout d'abord le FK Velež Mostar, son club formateur.
Après un passage à l'AS Beauvais, il rejoint le Raja Club Athletic qui remporte sous ses ordres la Coupe d'Afrique des clubs champions en 1997 et le titre de champion du Maroc en 1998. De retour en France, il entraîne le Lille OSC qu'il porte en première division, le Stade rennais et Paris Saint-Germain, qui s'impose en finale de la Coupe de France en 2004.
Halilhodžić est recruté par Trabzonspor, puis Ittihad Djeddah, avant d'être nommé sélectionneur de la Côte d'Ivoire, qu'il qualifie pour la Coupe du monde 2010. Il est sacré champion de Croatie en 2011 avec le Dinamo Zagreb.
De 2011 à 2014, il est sélectionneur de l'Algérie, qui pour la première fois se qualifie pour les 8e de finale de la Coupe du monde.
Le 15 août 2019, il prend les commandes de l’équipe nationale du Maroc, succédant à Hervé Renard,. Son contrat est résilié le 12 août 2022.

## Biographie

### Jeunesse
Vahid Halilhodžić naît en 1952 à Jablanica, une ville de Bosnie-Herzégovine qui fait alors partie de la république fédérative populaire de Yougoslavie. Son père Safet pratique le football en amateur dans le club de la ville, le FK Turbina Jablanica (hr), où s'initient Vahid Halilhodžić et deux de ses frères. Il s'intéresse également à la musique rock et espère accéder à l'université pour devenir électrotechnicien. À 14 ans, il intègre un lycée technique de Mostar. Il assiste à des rencontres du FK Velež Mostar, où évolue son frère Salem. Repéré à son tour par l'encadrement du Velež, Vahid intègre le club et joue durant deux saisons dans l'équipe espoirs,.

### Carrière de joueur

#### Velež Mostar
Au cours des années 1970, le Velež Mostar est un club populaire, qui pratique un football offensif. Il dispute le championnat de Yougoslavie, dominé par Hajduk Split et l'Étoile rouge de Belgrade. Entre 1971 et 1981, Vahid Halilhodžić inscrit plus de 100 buts pour le Velež et devient l'un des meilleurs attaquants du pays,. Il fait partie d'une équipe comptant plusieurs internationaux, dont Franjo Vladić, Boro Primorac et Blaž Slišković. Le Velež termine régulièrement dans les dix premiers et, sous la direction de l'entraîneur Sulejman Rebac, se classe 2e du championnat en 1973 et 1974. Leur bilan au plan européen est plus mitigé, même s'ils atteignent les quarts de finale de la coupe UEFA 1974-1975. Au cours de la saison 1980-1981, Halilhodžić inscrit notamment un doublé en finale de la Coupe de Yougoslavie, remportée par le Velež Mostar sur le score de 3-2 face au FK Željezničar Sarajevo.

#### FC Nantes
Conformément à la loi en vigueur à cette époque en Yougoslavie, l'attaquant ne peut s'expatrier avant d'avoir atteint l'âge de 28 ans. En 1981, plusieurs clubs cherchent à le recruter, les Allemands du VfB Stuttgart, les Italiens du Torino et les Anglais de Leeds United, mais il s'engage finalement avec le FC Nantes, qui enregistre le départ de son avant-centre Éric Pécout. Vahid Halilhodžić connaît un début de saison difficile et tarde à inscrire son premier but dans le championnat de France. Au mois de septembre, l'attaquant yougoslave marque face aux Belges du KSC Lokeren, qui disputent à Saupin un 32e de finale de coupe UEFA, mais il est expulsé par l'arbitre et écope d'une suspension de quatre matches pour avoir bousculé un défenseur adverse, qui, selon Halilhodžić, lui a mordu le doigt. Ne maîtrisant pas la langue française et se sentant isolé dans le groupe, il songe à quitter le club. Alors qu'il se montre efficace avec l'équipe de Yougoslavie, qui dispute les éliminatoires de la coupe du monde 1982, il n'inscrit que trois buts avec Nantes jusqu'en octobre (dont deux à Alain Giresse, gardien d'un soir de Bordeaux), avant de porter son total à sept en fin de saison.
En 1982, Jean Vincent part entraîner l'équipe nationale du Cameroun et est remplacé à Nantes par Jean-Claude Suaudeau, qui encourage Halilhodžić à rester. Après chaque entraînement, l'attaquant s'impose des séances de travail supplémentaires, seul devant le but. Suaudeau, au cours de longues conversations, lui fait comprendre qu'il doit mieux s'intégrer au jeu collectif nantais. En 1982-1983, Nantes est champion de France et finaliste de la coupe. Halilhodžić s'impose comme un joueur complet, à la fois créatif et efficace. Il est sacré meilleur buteur du championnat avec 27 réalisations. Il marque à 19 reprises en 1983-1984 et obtient un deuxième titre de meilleur buteur en 1984-1985 après avoir fait trembler 27 fois les filets. Lors de sa dernière saison au FCN, le Bosnien inscrit 18 nouveaux buts.

#### Paris Saint-Germain
Maintenant âgé de 34 ans, Vahid Halilhodžić envisage de retourner en Bosnie et de consacrer plus de temps à sa famille, notamment son père invalide. Mais Francis Borelli, le président du champion en titre, le Paris Saint-Germain, est à la recherche d'un attaquant. En mai 1986, il convainc le joueur de rejoindre le club de la capitale. En août, Halilhodžić perd sa mère et se rend en Bosnie auprès de sa famille. Marqué par cette perte et craignant de pénaliser l'équipe, il demande en cours de saison que son contrat soit résilié. Il met un terme à sa carrière de joueur. En mai 1987, il regagne la Bosnie avec sa femme et ses enfants.
En 2022, le magazine So Foot le classe dans le top 1000 des meilleurs joueurs du championnat de France, à la 68e place.

#### Équipe nationale
Entre 1976 et 1985, l'attaquant est sélectionné à 15 reprises et inscrit 8 buts pour le compte de l'équipe de Yougoslavie. Il est retenu par le sélectionneur Ante Mladinić à l'occasion du Championnat d'Europe de football 1976. Remplaçant durant le tournoi, il entre en jeu au cours du match pour la 3e place opposant la Yougoslavie aux Pays-Bas, qui s'imposent 3-2. Halilhodžić est titularisé pour la première fois en octobre 1978. La même année, il est choisi pour renforcer l'équipe espoirs, comme l'autorise le règlement du championnat d'Europe des moins de 21 ans. La Yougoslavie s'impose en finale contre la République démocratique allemande. Halilhodžić marque l'unique but de la finale aller, disputée en Allemagne. Lors du match retour, qui se termine sur le score de 4-4, il inscrit un triplé en l'espace d'une mi-temps.
Il ne parvient pas à s'imposer comme titulaire indiscutable à la pointe de l'attaque yougoslave. Il dispute les éliminatoires de la coupe du monde 1982 avec l'équipe nationale, mais se retrouve une nouvelle fois sur le banc des remplaçants durant la compétition. Il entre en jeu lors de deux rencontres du premier tour, suppléant Nikola Jovanović. L'équipe ne parvient pas à se qualifier pour le second tour. Par la suite, il décrit ce tournoi comme « [son] pire moment en sélection ».

### Carrière d'entraîneur

#### Période de transition

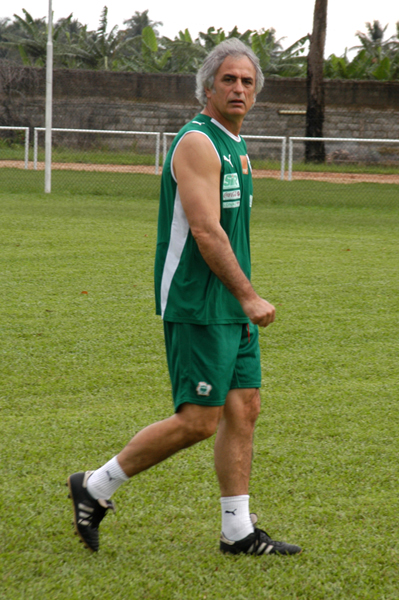
Vahid Halilhodžić en 2008.

Vahid Halilhodžić retourne en Bosnie en 1987 afin d'être au chevet de son père invalide, qui meurt peu après. Il ouvre plusieurs commerces, dont un bar, à Mostar. En 1989, il entre à l'université afin d'obtenir son diplôme d'entraîneur. En 1990, il devient directeur sportif du Velež Mostar, son « équipe de cœur », mais le pays est bientôt déchiré par les guerres de Yougoslavie,. Après avoir envoyé sa famille se réfugier en France, il échappe lui-même à la mort,.

#### AS Beauvais et Raja CA
En 1993, il est sollicité par l'AS Beauvais et regagne la France. Cette offre beauvaisienne permet au technicien de se sauver alors de la situation délicate que traverse son pays et, selon ses dires, d'échapper à la mort .
Halilhodžić parvient à maintenir les Isariens en 2e division mais démissionne pourtant au bout d'une saison, trouvant que le club « manque d'ambition ».
Vahid Halilhodžić connaît une période de trois ans de chômage, durant laquelle il suit une série de stages et visite différents clubs afin d'observer les méthodes d'entraîneurs comme Marcello Lippi et Fabio Capello. Sur les conseils d'Henri Michel, sélectionneur de l'équipe du Maroc et ancien coéquipier du Bosnien au FC Nantes, Halilhodžić part entraîner le Raja Club Athletic. Sous sa direction, le RCA décroche la Ligue des champions de la CAF en 1997. L'année suivante, ils remportent le championnat du Maroc en ne concédant qu'une seule défaite,.

#### LOSC
Après avoir vécu éloigné de sa famille durant un an, Halilhodžić choisit de rentrer en France. Bernard Lecomte, le président du LOSC, qui évolue alors en Division 2, prend contact avec lui. Il entraîne les Lillois à partir de septembre 1998. L'équipe remporte le championnat de D2 1999-2000 et accède ainsi à la D1. Troisièmes à l'issue de leur première saison, les Dogues comptent la meilleure défense (27 buts encaissés) et se qualifient pour l'édition 2001-2002 de la Ligue des champions. Pour sa première participation dans l'épreuve continentale, l'équipe sort Parme au troisième tour de qualification et accède à la phase de groupes. Le stade Grimonprez-Jooris n'étant pas homologué, les rencontres « à domicile » se jouent alors au stade Bollaert de Lens. Dans un groupe comprenant Manchester United, La Corogne et l'Olympiakos, le club se classe 3e, et les Nordistes sont repêchés en coupe UEFA où ils sont éliminés en 8e de finale par le Borussia Dortmund. L'équipe est réputée solide, n'encaissant que peu de buts, à l'image de sa performance à Old Trafford où elle ne cède qu'à la 90e minute, sur une frappe de David Beckham. Lille termine 5e du championnat. Estimant que le club manque de moyens, l'entraîneur annonce son départ quinze jours avant la fin de la saison.

#### Stade rennais
En octobre 2002, Halilhodžić remplace Philippe Bergeroo, limogé par le Stade rennais après dix journées de championnat, alors que les « Rouges et Noirs » occupent la dernière place. Il pense démissionner en constatant l'état physique et psychologique dans lequel se trouvent les joueurs, mais parvient à reprendre en main son effectif. Il n'hésite pas à exclure du groupe ceux qui ne respectent pas la discipline qu'il tente d'instaurer,. Sous sa conduite, l'équipe marque 21 points lors des 12 rencontres suivantes et remonte à la 15e place au mois de janvier 2003. En fin de saison, le Stade rennais parvient de justesse à éviter la descente en seconde division, obtenant un nul déterminant à l'avant-dernière journée au Parc des Princes. Il croise alors Luis Fernandez, à qui il va succéder.

#### Paris Saint-Germain
Le technicien est recruté en mai 2003 par Francis Graille, président-délégué du Paris Saint-Germain et ancien dirigeant du LOSC,. Après le départ de son joueur vedette Ronaldinho, le club de la capitale recrute l'attaquant portugais Pedro Miguel Pauleta. Les Parisiens renouent avec le succès en terminant seconds du championnat et en remportant la Coupe de France, leur premier titre depuis 1998. Ils retrouvent également la Ligue des champions.
Après cette première saison réussie, des cadres quittent le PSG, dont Gabriel Heinze, Juan Pablo Sorín et le capitaine Frédéric Déhu qui rejoint l'Olympique de Marseille. Le club perd également Fabrice Fiorèse qui rejoint aussi la Provence en août 2004, après avoir dénoncé l'autoritarisme de son ex-entraîneur. Halilhodžić considère ce départ comme une trahison,. Le recrutement pour compenser ces départs se montre décevant. Sylvain Armand et Mario Yepes peinent à faire oublier les deux défenseurs argentins, tandis que Jérôme Rothen se blesse et ne peut apporter sa contribution à l'équipe. Enfin, Hélder et Fabrice Pancrate ne se montrent pas à la hauteur des joueurs partis chez l'ennemi marseillais.
Durant la première moitié de la saison 2004-2005, le Paris Saint-Germain subit une série de mauvais résultats. En décembre, il pointe à la 12e place du championnat après avoir récolté en moyenne 1,2 point par match. Le principal coup d'éclat a lieu lors du classique où ses joueurs l'emportent 2-1, malgré l'expulsion de Sylvain Armand à la suite d'un tacle par derrière sur Fabrice Fiorèse. En coupe d'Europe l'équipe se classe dernière de son groupe après avoir subi un triplé de Sergueï Semak lors de la dernière journée de la poule. Recruté par Paris lors du mercato hivernal, le joueur russe peinera à s'adapter à sa nouvelle équipe. Les relations d'Halilhodžić avec la presse se dégradent. Subissant la pression des médias, il se sent victime d'« acharnement »,. Il regrette également le nombre d'avertissements reçus par ses joueurs en championnat.
En novembre, à la suite de l'expulsion de Mario Yepes durant un match opposant le PSG et l'OL, il est exclu par l'arbitre Alain Sars après avoir refusé de rejoindre sa zone technique. La commission de discipline de la Ligue lui inflige deux mois de suspension. Halilhodžić est limogé en février 2005, cinq jours avant un match de coupe de France face aux Girondins de Bordeaux. Ironie du sort, c'est Jérôme Leroy, un des joueurs qu'il a poussé à la sortie au PSG à l'été 2003, qui entraîne son licenciement en étant impliqué dans les deux buts de son équipe lors d'une défaite au Parc des Princes contre Lens le 8 février 2005 (0-2).

#### Trabzonspor et Al Ittihad
D'octobre 2005 à juin 2006, Halilhodžić entraîne le club turc de Trabzonspor qu'il mène à la 4e place du championnat turc, derrière le Besiktas Istanbul, Galatasaray et Fenerbahçe. Il qualifie ainsi une nouvelle fois un club en Coupe d'Europe. Cependant il décide de quitter le pays car il souhaite par-dessus tout retrouver un poste en France. Cinq mois après avoir débarqué en Arabie saoudite, l'ancien entraîneur du LOSC et du PSG est remercié par le club d'Al-Ittihad Djeddah. La défaite de ses troupes en Coupe arabe ajoutée à des difficultés d'adaptation scelle le sort du technicien en terre saoudienne.

#### Équipe de Côte d'Ivoire

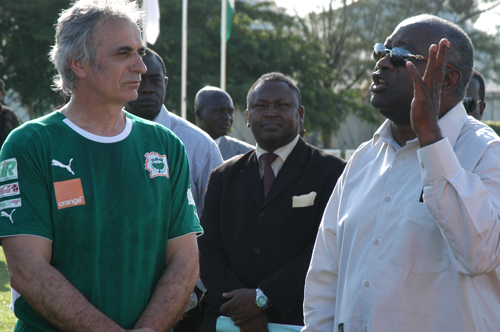
Vahid Halilhodžić en 2008, avec le président ivoirien Laurent Gbagbo.

En mai 2008, Vahid Halilhodžić devient sélectionneur de l'équipe nationale de Côte d'Ivoire en remplacement d'Uli Stielike. Il leur permet de se qualifier pour la coupe d'Afrique des nations 2010 en Angola, ainsi que pour la coupe du monde 2010, grâce à un parcours sans fautes (cinq victoires et un nul) durant les éliminatoires. La sélection reste invaincue durant 23 rencontres disputées sur une période de deux ans, mais s'incline en quarts de finale de la CAN 2010 devant l'Algérie, qui remporte le match 3-2 après prolongations,.
En février 2010, quelques mois avant le début de la coupe du monde, le président de la fédération ivoirienne Jacques Anouma annonce le limogeage du sélectionneur,. Halilhodžić, qui dit avoir appris la nouvelle par l'intermédiaire d'un simple fax, songe brièvement à abandonner le football. Après sa mauvaise expérience, il affirme qu'il n'entraînera plus d'équipe africaine.

#### Dinamo Zagreb
En août 2010, il signe un contrat de deux ans et demi avec le club croate du Dinamo Zagreb. Il succède à Velimir Zajec, renvoyé alors que les « Bleus » occupent la 6e place au bout de quatre journées de championnat. Halilhodžić permet au Dinamo de devenir champion de Croatie pour la sixième saison consécutive. Sous sa direction, l'équipe concède une seule défaite en championnat. Malgré ces bons résultats, il se brouille avec le président Zdravko Mamić et quitte le club en mai 2011,.

#### Équipe d'Algérie

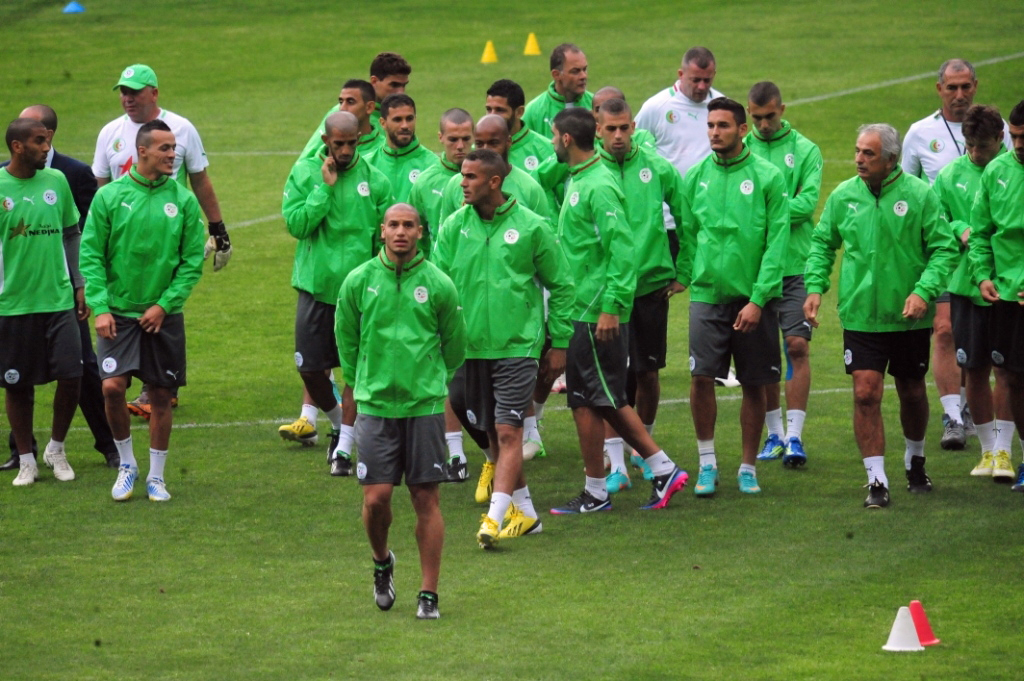
Vahid Halilhodžić et l'équipe d'Algérie durant la CAN 2013.

Après le départ d'Abdelhak Benchikha, la Fédération algérienne de football est à la recherche d'un nouveau sélectionneur pour son équipe nationale, en difficulté dans le groupe D des qualifications pour la coupe d'Afrique des nations 2012. En juin 2011, elle engage Vahid Halilhodžić, qui signe un contrat de trois ans et prend ses fonctions le mois suivant. L'équipe d'Algérie prend part à l'édition 2013 du tournoi continental, mais est éliminée au premier tour, après s'être inclinée face à la Tunisie et au Togo. Lors du troisième match, elle obtient un nul 2-2 contre la Côte d'Ivoire. Malgré la déception des supporters algériens, la FAF décide de maintenir le technicien à son poste.
En novembre 2013, les « Fennecs » obtiennent leur billet pour la coupe du monde 2014 en battant le Burkina Faso lors du troisième tour des éliminatoires. Halilhodžić, qui fond en larmes à l'issue de la rencontre, s'apprête à disputer son premier « mondial » en tant que sélectionneur. La fédération lui propose de renouveler son contrat, qui expire en juillet 2014, mais il s'y refuse, préférant prendre sa décision à l'issue du tournoi. Il emmène au Brésil un groupe jeune et est critiqué par le public algérien. Lors du premier match, il opte pour une tactique ultra défensive face à la Belgique. Malgré l'ouverture du score de Sofiane Feghouli sur penalty, l'Algérie s'incline 2-1. Une victoire sur le score de 4-2 face à la Corée du Sud, et un nul 1-1 contre la Russie, leur permettent d'atteindre les 8e de finale. Les « Fennecs » contiennent l'équipe d'Allemagne durant 90 minutes, avant que celle-ci ne prenne l'avantage en prolongations. L'Algérie, qui a réduit l'écart à la dernière minute, s'incline 2-1 et est éliminée.
Au cours de son mandat, le sélectionneur apporte plus de discipline à la sélection algérienne. L'effectif est renouvelé par la retraite de cadres comme Nadir Belhadj, Karim Matmour et Antar Yahia. Il en écarte d'autres, dont Karim Ziani et Rafik Djebbour, au profit de jeunes joueurs,. Halilhodžić entretient des rapports tendus avec la presse, qui discute ses choix et le montant de son salaire. Il essaie d'isoler son équipe et s'adresse en priorité aux médias étrangers. Le sélectionneur fait évoluer les « Fennecs » de manière plus offensive. Il travaille avec la fédération et son président Mohamed Raouraoua, qui investit dans les déplacements et les stages de préparation pour faire progresser l'équipe nationale. À son retour du Brésil, l'entraîneur est acclamé par la presse et le public algérien. Il reçoit également le soutien du président Abdelaziz Bouteflika, qui lui demande de rester en poste. Halilhodžić, qui se dit attiré par de « nouveaux challenges sportifs » et est en inimitié avec le président de la Fédération algérienne Mohamed Raouraoua, confirme néanmoins son départ.

#### Retour à Trabzonspor
En juillet 2014, le technicien franco-bosnien signe son retour sur les bords de la mer Noire avec un contrat de deux ans dans le club turc de Trabzonspor.
Malgré un bon parcours en Ligue Europa, il se fait limoger quatre mois plus tard, faute de résultats, Trabzonspor réalisant alors le pire départ de son histoire (une seule victoire après huit journées de championnat).

#### Équipe du Japon
Il retrouve la tête d'une sélection le 12 mars 2015 en étant nommé sélectionneur du Japon. Il prend la suite de Javier Aguirre dont l'équipe n'a pas su dépasser les quarts de finale de la coupe d'Asie 2015. L'entraineur débute par une victoire 2-0 en match amical face à la Tunisie. Sous ses ordres, la sélection se qualifie pour la Coupe du Monde 2018, après être sortie première d'un groupe comprenant l'Arabie saoudite et l'Australie.
Critiqué par certains joueurs cadres tels que Shinji Okazaki, Keisuke Honda et Shinji Kagawa, il est remercié le 9 avril 2018, à deux mois du début du mondial en Russie, et remplacé par Akira Nishino. Ses adjoints Jacky Bonnevay et Cyril Moine sont aussi démis de leurs fonctions. C'est la seconde fois que Vahid Halilhodžić est écarté d'une sélection sur le point de disputer une Coupe du monde, après la situation identique de 2010 avec la Côte d'Ivoire. En avril 2018, les images de l'ex-sélectionneur et de son traducteur en larmes à l'aéroport de Haneda démontrent la tristesse du technicien, qui déclare avoir eu « l'impression d'être jeté à la poubelle ».

#### FC Nantes
Le 2 octobre 2018, Vahid Halilhodžić est nommé entraîneur du FC Nantes, trente-deux ans après l'avoir quitté comme joueur. Il remplace Miguel Cardoso, licencié par Waldemar Kita après un mauvais début de saison (une victoire et trois nuls en huit matchs). « Coach Vahid » arrive avec le préparateur physique Cyril Moine et l'adjoint Patrick Collot (qui fut son joueur lorsqu'il entraînait Lille). En Loire-Atlantique, il retrouve aussi Majeed Waris qu'il avait dirigé à Trabzonspor.
Comme en 1981 lorsqu'il était joueur, Halilhodžić débute avec les Canaris face à Bordeaux (à l'époque il s'était incliné 3-2). Pour sa première sur le banc nantais, son équipe s'incline lourdement (3-0) et reste relégable (19e). Dès la journée suivante, ses hommes s'imposent 4-0 contre Toulouse.

#### Équipe du Maroc
Le 15 août 2019, il prend les commandes de l’équipe nationale du Maroc, succédant à Hervé Renard,. Dans son contrat figure : au moins une demi-finale en Coupe d'Afrique 2021 et une qualification en Coupe du monde 2022.
Souvent présent pour des vacances, son retour au Maroc est une suite logique de sa carrière. Il avait quitté le Maroc en héros en 1998 après avoir apporté au Raja la Coupe d'Afrique des Clubs et la Coupe du Maroc.
En mai 2022, le contrat de Vahid Halilhodžić avec l'équipe du Maroc est prolongé jusqu’en juillet 2024.
Le 29 mars 2022, Il qualifie le Maroc pour la Coupe du monde 2022 à la suite de la victoire contre la république démocratique du Congo par un score de 4-1. Halilhodžić devient le premier sectionneur de l’histoire du football à qualifier quatre équipes différentes pour une Coupe du monde après avoir qualifié la Côte d’Ivoire en 2010, l’Algérie en 2014, le Japon en 2018 et le Maroc en 2022.

Halilhodžić dénonce le comportement non professionnel du joueur Hakim Ziyech :
« En refusant de s’entraîner et de travailler lors des deux derniers rassemblements en mars et juin, il n’a pas eu le comportement que l’on attend d’un joueur de la sélection, en particulier d’un leader. La sélection est au-dessus de tout. Je ne veux pas prendre le risque de faire exploser le groupe. »
Le 3 juillet 2022, invité dans l’émission  Décryptage  sur MFM radio, Fouzi Lekjaâ, Ministre du Budget et Président de la Fédération Royale Marocaine de Football  confirme que le joueur Hakim Ziyech va accompagner les Lions de l’Atlas au mondial au Qatar, tout en critiquant ouvertement Halilhodžić.
Le 11 août 2022, le contrat de Vahid Halilhodžić est résilié soudainement à la suite de « divergences de points de vue » avec la Fédération royale marocaine de football. Son départ se fait à l'amiable et il touche une indemnité de 2,4 millions de dirhams.
Le lendemain matin, le 12 août 2022, Fouzi Lekjaa déclare que il paie les frais « de sa tendance à exclure des joueurs clés de l'équipe nationale » et « les Marocains commençaient à se lasser de sa philosophie ».

Concernant son départ du Maroc, Halilhodžić explique : 
« Je me fiche de ce que les gens vont penser de moi après ça. Je pouvais accepter tout ce qu'ils demandaient et rester, mais une fois qu’un entraîneur permet aux autres de décider qui jouera et ira à la Coupe du monde, alors il n’est plus entraîneur. La crédibilité des joueurs disparaît aussi immédiatement. »
Ce troisième licenciement d'un poste de sélectionneur avant une Coupe du Monde le touche particulièrement. Peu après, il se confie et déclare vouloir envisager d'arrêter sa carrière. « Cette décision a été un coup douloureux pour moi. Je pense même mettre fin à ma carrière un peu bizarre. C’est la vie, j’ai traversé de nombreuses fluctuations, je ne peux pas la supporter. Je pense dire merci au football. »

## Méthodes

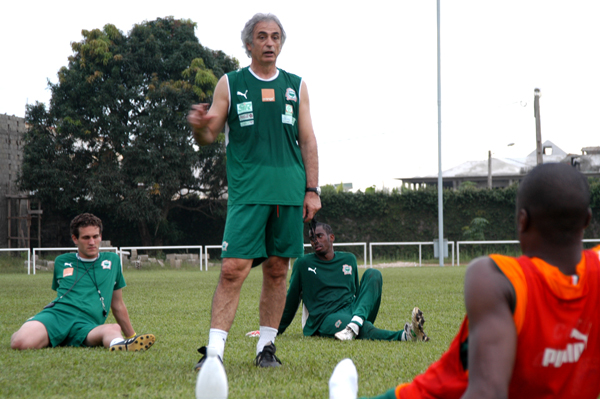
Vahid Halilhodžić avec la sélection ivoirienne.

Les méthodes de Vahid Halilhodžić mettent en avant des valeurs telles que la rigueur professionnelle et le dévouement. Au début des années 2000, il acquiert une réputation d'entraîneur « tyrannique »,.
En France, il est caricaturé par l'émission satirique Les Guignols de l'info, qui surnomme sa marionnette « Coach Vahid »,.

## Vie personnelle
Vahid Halilhodžić est franco-bosnien. Son épouse est croate et sa belle-mère serbe. Son père a travaillé dans une entreprise de taille de granit de Jablanica. Appelé sous les drapeaux en 1979, Vahid est opéré d'une épaule. Durant l'opération, une allergie au produit anesthésique provoque un arrêt cardiaque de plusieurs minutes et il doit être réanimé.
Durant la guerre de Bosnie-Herzégovine, qui éclate en 1992, il se blesse accidentellement avec une arme à feu qui lui a été confiée, alors que des affrontements ont lieu aux alentours de sa propriété. Par la suite, il perd la plupart de ses biens, dont sa maison,. Naturalisé français en 1995, il est nommé chevalier de l'Ordre national de la Légion d'honneur en 2004,. En juillet 2004, à l'occasion de l'inauguration du nouveau pont de Mostar, reconstruit sous l’égide de l'UNESCO, il est invité par la délégation française et accompagne le ministre des Affaires étrangères Michel Barnier.
Au cours des années 2000, il soutient financièrement le club de handball de Mostar, champion de Bosnie en 2002, ainsi que son ancien club, le FK Velež Mostar, qui évolue alors en 2e division.

## Carrière d'entraîneur
- 1993 - 1994 :  AS Beauvais
- 1997 - 1998 :  Raja Club Athletic
- septembre 1998 - juin 2002 :  Lille OSC
- octobre 2002 - juillet 2003 :  Stade Rennais
- août 2003 - février 2005 :  Paris SG
- octobre 2005 - juin 2006 :  Trabzonspor
- juillet - novembre 2006 :    Al Ittihad Djeddah
- mai 2008 - février 2010 :  Côte d'Ivoire
- août 2010 - mai 2011 :  Dinamo Zagreb
- juillet 2011 - juillet 2014 :  Algérie
- juillet 2014 - novembre 2014 :  Trabzonspor
- mars 2015 - avril 2018 :  Japon
- octobre 2018 - août 2019 :  FC Nantes
- août 2019 - août 2022 :  Maroc

## Matchs en tant que sélectionneur national
| 1  | 6 septembre 2019  | Marrakech, Maroc                           | Burkina Faso   | 1 - 1 | Match amical                                 |
| 2  | 10 septembre 2019 | Marrakech, Maroc                           | Niger          | 1 - 0 | Match amical                                 |
| 3  | 10 octobre 2019   | Oujda, Maroc                               | Libye          | 1 - 1 | Match amical                                 |
| 4  | 15 octobre 2019   | Tanger, Maroc                              | Gabon          | 2 - 3 | Match amical                                 |
| 5  | 15 novembre 2019  | Rabat, Maroc                               | Mauritanie     | 0 - 0 | Éliminatoires CAN 2021                       |
| 6  | 19 novembre 2019  | Bujumbura, Burundi                         | Burundi        | 0 - 3 | Éliminatoires CAN 2021                       |
| 7  | 9 octobre 2020    | Rabat, Maroc                               | Sénégal        | 3 - 1 | Match amical                                 |
| 8  | 13 octobre 2020   | Rabat, Maroc                               | RD Congo       | 1 - 1 | Match amical                                 |
| 9  | 13 novembre 2020  | Casablanca, Maroc                          | Centrafrique   | 4 - 1 | Éliminatoires CAN 2021                       |
| 10 | 17 novembre 2020  | Douala, Cameroun                           | Centrafrique   | 0 - 2 | Éliminatoires CAN 2021                       |
| 11 | 26 mars 2021      | Nouakchott, Mauritanie                     | Mauritanie     | 0 - 0 | Éliminatoires CAN 2021                       |
| 12 | 30 mars 2021      | Rabat, Maroc                               | Burundi        | 1 - 0 | Éliminatoires CAN 2021                       |
| 13 | 8 juin 2021       | Rabat, Maroc                               | Ghana          | 1 - 0 | Match amical                                 |
| 14 | 12 juin 2021      | Rabat, Maroc                               | Burkina Faso   | 1 - 0 | Match amical                                 |
| 15 | 2 septembre 2021  | Rabat, Maroc                               | Soudan         | 2 - 0 | Éliminatoires Coupe du Monde 2022            |
| 16 | 6 octobre 2021    | Rabat, Maroc                               | Guinée-Bissau  | 5 - 0 | Éliminatoires Coupe du Monde 2022            |
| 17 | 9 octobre 2021    | Casablanca, Maroc                          | Guinée-Bissau  | 0 - 3 | Éliminatoires Coupe du Monde 2022            |
| 18 | 12 octobre 2021   | Rabat, Maroc                               | Guinée         | 1 - 4 | Éliminatoires Coupe du Monde 2022            |
| 19 | 12 novembre 2021  | Rabat, Maroc                               | Soudan         | 0 - 3 | Éliminatoires Coupe du Monde 2022            |
| 20 | 16 novembre 2021  | Rabat, Maroc                               | Guinée         | 3 - 0 | Éliminatoires Coupe du Monde 2022            |
| 21 | 10 janvier 2022   | Yaoundé, Cameroun                          | Ghana          | 1 - 0 | Coupe d'Afrique des nations de football 2021 |
| 22 | 14 janvier 2022   | Yaoundé, Cameroun                          | Comores        | 2 - 0 | Coupe d'Afrique des nations de football 2021 |
| 23 | 18 janvier 2022   | Yaoundé, Cameroun                          | Gabon          | 2 - 2 | Coupe d'Afrique des nations de football 2021 |
| 24 | 25 janvier 2022   | Yaoundé, Cameroun                          | Malawi         | 2 - 1 | Coupe d'Afrique des nations de football 2021 |
| 25 | 30 janvier 2022   | Yaoundé, Cameroun                          | Égypte         | 1 - 2 | Coupe d'Afrique des nations de football 2021 |
| 26 | 25 mars 2022      | Kinshasa, république démocratique du Congo | RD Congo       | 1 - 1 | Éliminatoires Coupe du Monde 2022            |
| 27 | 29 mars 2022      | Casablanca, Maroc                          | RD Congo       | 4 - 1 | Éliminatoires Coupe du Monde 2022            |
| 28 | 1er juin 2022     | Cincinnati, États-Unis                     | États-Unis     | 3 - 0 | Match amical                                 |
| 29 | 9 juin 2022       | Rabat, Maroc                               | Afrique du Sud | 2 - 1 | Éliminatoires CAN 2023                       |
| 30 | 13 juin 2022      | Casablanca, Maroc                          | Liberia        | 0 - 2 | Éliminatoires CAN 2023                       |

## Palmarès joueur

### En club
- Champion de France en 1983 avec le FC Nantes
- Vainqueur de la Coupe de Yougoslavie en 1981 avec le Velež Mostar
- Vice-champion de Yougoslavie en 1973 et en 1974 avec le Velež Mostar
- Vice-champion de France en 1985 et en 1986 avec le FC Nantes
- Finaliste de la Coupe de France en 1983 avec le FC Nantes

### EnÉquipe de Yougoslavie
- 15 sélections et 8 buts entre 1976 et 1985
- Champion d'Europe des Nations Espoirs en 1978 avec les Espoirs
- Participation au Championnat d'Europe des Nations en 1976 (4e)
- Participation à la Coupe du Monde en 1982 (Premier Tour)

### Distinctions individuelles
- Élu meilleur joueur du Championnat d'Europe des Nations Espoirs en 1978
- Meilleur buteur de Division 1 en 1983 (27 buts) et en 1985 (28 buts)
- Meilleur buteur de la Coupe de France en 1983  avec le Football Club de Nantes (5 buts)

## Palmarès entraîneur

### En club
- Vainqueur de la Ligue des Champions de la CAF en 1997 avec le Raja Club Athletic
- Champion du Maroc en 1998 avec le Raja Club Athletic
- Champion de Croatie en 2011 avec le Dinamo Zagreb
- Vainqueur de la Coupe de France en 2004 avec le Paris Saint-Germain
- Champion de France de Division 2 en 2000 avec le Lille OSC
- Finaliste de la Supercoupe d'Afrique en 1998 avec le Raja Club Athletic
- Vice-champion de France en 2004 avec le Paris Saint-Germain

### Distinction individuelle
- Entraîneur de l'année de (Ligue 2)  par France Football en 1999

- Élu meilleur entraîneur français de l'année par France Football en 2001

### Ouvrages
1. 1 2  Yannick Batard, p. 347
2. ↑  Laurent Jaoui et Lionel Rosso, p. 77-78
3. 1 2 3  Yannick Batard, p. 349
4. 1 2 3  Yannick Batard, p. 346
5. ↑  Laurent Jaoui et Lionel Rosso, p. 96
6. ↑  Yannick Batard, p. 352
7. ↑  Yannick Batard, p. 353
8. ↑  Yannick Batard, p. 354
9. 1 2  Yannick Batard, p. 355
10. 1 2  Yannick Batard, p. 356
11. ↑  Laurent Jaoui et Lionel Rosso, p. 110-111
12. ↑  Laurent Jaoui et Lionel Rosso, p. 113-114
13. ↑  Laurent Jaoui et Lionel Rosso, p. 123-124
14. ↑  Laurent Jaoui et Lionel Rosso, p. 126-127
15. ↑  Laurent Jaoui et Lionel Rosso, p. 129-130
16. ↑  Laurent Jaoui et Lionel Rosso, p. 131
17. ↑  Yannick Batard, p. 350
18. 1 2 3  Yannick Batard, p. 364
19. 1 2  Yannick Batard, p. 368
20. ↑  Yannick Batard, p. 371
21. ↑  Laurent Jaoui et Lionel Rosso, p. 86-87
22. ↑  Laurent Jaoui et Lionel Rosso, p. 88-89

### Autres sources
1. ↑  « 51 bougies pour « Coach Vahid » », sur leparisien.fr, 16 mai 2003 (consulté le 16 septembre 2014).
2. 1 2  Vahid Halilhodzic à la tête des Lions, c'est imminent , www.telquel.ma, 2 août 2019.
3. 1 2  Football : Vahid Halilhodžić nommé à la tête de la sélection marocaine, www.france24.com, 15 août 2019
4. ↑  « Top 1000 : les meilleurs joueurs du championnat de France (70-61). #68 : Vahid Halilhodžić », sur sofoot.com, So Foot, 9 novembre 2022 (consulté le 9 novembre 2022).
5. ↑  Tribune Beauvaisienne, « Le jour où Beauvais a sauvé la vie de Vahid Halilhodžić », sur Tribune-Beauvaisienne.fr (consulté le 2 juin 2023).
6. ↑  « Les transferts pour la saison 2005-06 (quatrième liste) », RFI, 7 juillet 2006.
7. ↑  L'après-Madjer a (déjà) commencé, Nabil Djellit, France Football, p. 4, le 20 juin 2018.
8. ↑  Vahid Halilhodzic viré «par consentement mutuel»
9. ↑  « Halilhodzic officiellement nommé sélectionneur du Japon », sur lequipe.fr, 12 mars 2015.
10. ↑  Vahid Halilhodzic n'est plus le sélectionneur du Japon (officiel)
11. ↑  Japon : l'ancien sélectionneur Vahid Halilhodzic revient pour des explications
12. ↑  Nantes : Vahid Halilhodzic officiellement nouvel entraîneur
13. ↑  Nantes annonce le départ de son entraîneur Miguel Cardoso
14. ↑  Un groupe de 27 joueurs pour le premier entraînement d'Halilhodzic
15. ↑  Débuts cauchemardesques pour Halilhodzic avec Nantes à Bordeaux
16. ↑  Vahid Halilhodzic pense que Nantes «a montré son vrai visage» contre Toulouse
17. ↑  Nassim El Kerf, « Vahid Halilhodzic à la tête des Lions, c'est imminent ».
18. ↑  Maroc : « Coach Vahid », le sélectionneur mal aimé des Lions de l’Atlas, conserve son siège, LeMonde, 24 mai 2022
19. ↑  Coupe du monde 2022 : le Roi du Maroc appelle Halilhodzic sur le terrain après la qualification, RMC Sport, le 30/03/2022
20. ↑  Alexis Billebault, « Maroc : entre Vahid Halilhodzic et Hakim Ziyech, une brouille à rebondissements », sur Jeune Afrique, 14 mars 2022.
21. 1 2 3  Youssef Moutmaine, « Vahid Halilhodzic: chronique d'un limogeage annoncé », sur Le Matin, 15 août 2022.
22. ↑  « MERCATO - Le Maroc se sépare de son sélectionneur Vahid Halilhodzic "à l'amiable" », sur eurosport.fr, 11 août 2022.
23. ↑  « Indémnité de Vahid Halilhodzic : la FRMF clarifie », sur TelQuel, 20 août 2022.
24. ↑  « Vahid Halilhodzic se dit durement heurté et largement sollicité », sur Lions de l'Atlas, 19 août 2022.
25. ↑  Rodolph TOMEGAH, « Maroc : « Cette décision est douloureuse », Halilhodzic ne digère toujours pas son limogeage », sur Africa Top Sports, 22 septembre 2022 (consulté le 11 octobre 2022).
26. ↑  « Algérie, Maroc : touché par son licenciement, Vahid Halilhodzic pense à arrêter sa carrière », sur Onze Mondial, 22 septembre 2022 (consulté le 11 octobre 2022).

1. 1 2 3 4 5 6  A.H., « Voyage aux sources du personnage Halilhodžić », Le Parisien, 2 décembre 2004.
2. ↑  « 1978 : Chapeau Halilhodžić ! », UEFA, 2008.
3. 1 2 3  (en) Maher Mezahi, « World Cup 2014: No-nonsense Vahid Halilhodzic out to repay Algerian supporters for rare show of support », The Daily Telegraph, 25 mars 2014.
4. 1 2 3 4  Grégoire Pourtier, « Vahid Halilhodzic met Lille à ses pieds », Libération, 6 septembre 2000.
5. 1 2  (en) Sasa Ibrulj, « Vahid Halilhodzic looks for redemption at Africa Cup of Nations », The Guardian, 24 janvier 2013.
6. 1 2 3 4 5  David Revault d'Allonnes, « Costard cravache », Libération, 2 août 2003.
7. 1 2 3  Frédéric Potet, « À Rennes, la méthode Halilhodzic confirme son efficacité », Le Monde, 23 janvier 2003.
8. 1 2 3 4 5 6  « Vahid Halilhodzic, l'intransigeance jusqu'à l'excès », Le Nouvel Observateur, 9 février 2005.
9. 1 2 3 4  Stéphane Guérard, « Coach Vahid au ban du PSG », L'Humanité, 10 février 2005.
10. 1 2  Grégory Schneider, « Le PSG d'Halilhodzic a la parano pour credo », Libération, 7 décembre 2004.
11. ↑  Joachim Tiégna, « Les débuts éléphantesques d’Halilhodzic », Sport-ivoire.ci, 21 juillet 2008.
12. 1 2 3  « Halilhodzic : passion, poigne et revanche », AFP, 26 mai 2014.
13. 1 2  Cécile Soler, « Coach Vahid évincé », Sport24.com, 2 mars 2010.
14. ↑  (en) « Vahid Halilhodzic is sacked as coach of Ivory Coast », BBC Sport, 28 février 2010.
15. ↑  (hr) « Halilhodžić: Mamić se okomio na moju majku, a to ne opraštam », HINA, 7 mai 2011.
16. ↑  M. Guemil, « Le Franco-Bosniaque Vahid Halilhodzic à la tête des Verts », La Tribune, 18 juin 2011.
17. ↑  « CAN 2013 : Vahid Halilhodzic, au cœur de l'échec de l'équipe d'Algérie », La Voix du Nord, 27 janvier 2013.
18. ↑  Farid Achache, « Mondial 2014 : un coach Vahid pour les Fennecs d'Algérie », RFI, 11 juin 2014.
19. 1 2 3  Alexis Billebault, « Mondial 2014 : Vahid Halilhodzic, le coach qui a changé l'Algérie », Jeune Afrique, 2 juillet 2014.
20. ↑  Nabil Djellit, « CAN - Algérie : Halilhodzic continue son ménage », France Football, 19 décembre 2012.
21. 1 2  « Mondial: "Zid ya Vahid", l'Algérie réclame le maintien d'Halilhodzic », AFP, 3 juillet 2014.
22. ↑  Sébastien Pommier, « Coupe du monde: l'éclatante revanche de "Coach Wahid" avec l'Algérie », L'Express, 23 juin 2014.
23. ↑  Farid Achache, « Algérie : Vahid Halilhodzic tire sa révérence », RFI, 7 juillet 2014.
24. ↑  M.L.C., « Halilhodzic n'amuse plus les Guignols », Le Parisien, 17 février 2004.
25. ↑  K.N., « En Bosnie, au temps de la guerre », Le Parisien, 6 juin 2003.
26. ↑  « La Légion d'honneur pour Vahid », Le Parisien, 15 juillet 2004.
27. 1 2  A.H., « Un mécène qui reste populaire », Le Parisien, 2 décembre 2004.